# Stigmoplusia acalypta
Stigmoplusia acalypta är en fjärilsart som beskrevs av Claude Dufay 1972. Stigmoplusia acalypta ingår i släktet Stigmoplusia och familjen nattflyn. Inga underarter finns listade i Catalogue of Life.